# Mîrne, Iakîmivka
Mîrne (în ucraineană Мирне) este un sat în comuna Radîvonivka din raionul Iakîmivka, regiunea Zaporijjea, Ucraina.

## Demografie
Componența lingvistică a localității Mîrne
     Rusă (80,46%)
     Ucraineană (17,9%)
     Alte limbi (0,49%)
Conform recensământului din 2001, majoritatea populației localității Mîrne era vorbitoare de rusă (80,46%), existând în minoritate și vorbitori de ucraineană (17,9%).